# Масловаре (Котор-Варош)
Масловаре (серб. Масловаре) —  населённый пункт (посёлок) в общине Котор-Варош, который принадлежит энтитету Республике Сербской, Босния и Герцеговина. Расположен в 15 км к юго-востоку от центра города Котор-Варош.

## Население
Численность населения посёлка Масловаре по переписи 2013 года составила 2 040 человек.
Этнический состав населения населённого пункта по данным переписи 1991 года:
- сербы — 2.208 (96,67 %),
- югославы — 35 (1,53 %),
- хорваты — 12 (0,52 %),
- боснийские мусульмане — 0 (0,00 %),
- прочие — 29 (1,26 %).

Всего: 2.284 чел.